# Vijest
Vijest je obavijest kojom se javnost obavješćuje o nekom događaju, osobi ili pojavi. Može biti pisana, govorna ili vizualna. Vijest u novinama sadrži glavu (istaknuti dio na početku) i tijelo (ostatak vijesti). Radio vijest je sažetija i izraženija, a televizijska vijest zbog spajanja slike i riječi je vijest s najjačim učinkom. Da bi vijest bila cjelovita, mora odgovarati na pet pitanja (tko, što, gdje, kada, zašto) te mora biti izrečena standardnim jezikom, jasna, točna i precizna.